# تيريلي
تيريلي (بالإيطالية: Terelle)‏ هي بلدية في مقاطعة فروزينوني في منطقة لاتسيو الإيطالية. تقع على بعد حوالي 110 كيلومتر (68 ميل) جنوب شرق روما وحوالي 35 كيلومتر (22 ميل) شرق فروزينوني.
تقع تيريله على حدود البلديات التالية: Atina، Belmonte Castello، Casalattico، Cassino، Colle San Magno، Piedimonte San Germano، Sant'Elia Fiumerapido، Villa Santa Lucia.

## روابط خارجية
- digilander.libero.it/terelle/